# تئووا
تِئُووا (به فنلاندی: Teuva) یک منطقهٔ مسکونی در فنلاند است که در اوستروبوتنیای جنوبی واقع شده‌است.

## خواهرخوانده
شهرهای چیشن و بخش اوروست خواهرخوانده‌های تئووا هستند.